# Ge (Indianie)
Ge, Że – grupa ludów mówiących językiem ge. Ge zamieszkują brazylijskie stany Pará i wschodnie Mato Grosso. Spośród tych ludów do dziś przetrwały m.in.: Timbira, Kaingang, Krahó, Canela, Szerente i Kaia-Eo. Plemiona te łączą wspólne cechy kulturowe, np. sposób życia uzależniony od pory roku. Plemiona te w porze suchej przenoszą się na sawannę, gdzie zajmują się zbieractwem. W porze deszczowej całe plemię mieszka w jednej wielkiej wsi, żyjąc z produktów pozyskanych metodą kopieniaczą. Społeczność zorganizowana jest w oparciu o strukturę wiekową. Ge mają rozwinięty system rytualno-ceremonialny.